# Pomatoschistus tortonesei
Pomatoschistus tortonesei är en fiskart som beskrevs av Miller, 1969. Pomatoschistus tortonesei ingår i släktet Pomatoschistus och familjen smörbultsfiskar. IUCN kategoriserar arten globalt som starkt hotad. Inga underarter finns listade i Catalogue of Life.